# オシンテック
株式会社オシンテック（OSINTech Inc.）は、兵庫県神戸市に本拠を構える、国際情報クラウドサービスの提供と社会人教育事業等を行う企業。

## 概要
株式会社オシンテックの社名はOSINT（オープンソースインテリジェンス）とTechnologyに由来している。環境問題等に関する各国政府の政策や国連関係機関などの政府間組織による発表、また非政府組織の政策提言などの公開情報を収集するクラウドサービスRuleWatcherを開発運営している。さまざまな背景を持つ多様な人たちが自由に対話をする場を重要視しており、RuleWatcher内に任意参加のコミュニティ機能がある。
RuleWatcherは、UNESCOの人工知能部門であるIRCAIより、Global TOP 100 に認定されているほか、環境問題に立脚してICTで社会的インパクトを与える優れたプロジェクトとして、国連のアジェンダと連携して運営されている世界サミットアワード（WSA）より2023年のショートリストにノミネートされ、環境・グリーンエネルギー部門にて情報社会世界サミット大賞（WSA)を受賞した。
ITサービスのほか、2022年に炭谷俊樹が代表を務める探究インテリジェンスセンターを設立し、国際動向を把握することに課題を抱える社会人への教育事業「探究インテリジェンスプログラム」を開講した。過去の受講者は、衆議院議員、官僚、企業経営者、ビジネスパーソン（経営企画部門、サステナビリティ部門、コンサルタント等）、NGO、大学関係者等がいる。2023年にスウェーデンのシンクタンクIntelligenceWatchと提携し、ソーシャル・シンクタンク部門として事業を拡張させている。
意思決定の階層性を持たないティール組織（英語版）として運営され、2022年3月に B Corp（英語版）認証を取得している。

## RuleWatcher
OSINT (Open Source Intelligence オシント）を行うためのウェブツール。気候変動問題やビジネス人権問題などのグローバルイシューについての多言語の一次情報を探索することができる。取り扱われるテーマは15種類あり、要約文・キーワード・国別分類等が表示される。情報源は1,300以上あり、各国の主要議会・行政府、国連関係機関、研究機関・シンクタンク、国際NGO、イニシアティブ、評価機関を含んでいる。取得情報件数は2,000,000を越える。　また、2024年5月に、株式会社ユーザベースの提供する情報プラットフォームSPEEDA R&Dと連携し、技術軸で国際ルールの動向を可視化できる機能をリリースすると発表している。

## 社会人教育事業
炭谷俊樹の第三の教育で訴える「探究」を社会人向けに展開し、国際動向と合意形成力を身に着けながら、受講生が本来向き合いたかった事業や企画を進化させることを目指すオンラインプログラム「探究インテリジェンスプログラム」を提供している。教育事業のうち国際動向インテリジェンスユニットについては、株式会社ユーザベースの技術者向け教育サービス「Intelligence University by スピーダ」の「国際情勢インテリジェンス1Day講座」として外部展開している。

## 企業文化
自由に働く場所や時間を選び、個々に意思決定権を持って柔軟に課題を解決する「自律分散型組織（ティール組織）」で運営されている。
独自の運営手法は「OSINTech憲法」としてまとめられ企業ウェブページにて公表されている。

### B Corp
2022年3月に米国の非営利団体B Labが認証するB Corpを取得している。B CorpはB Labによって設定されたアセスメントによって企業全体の社会的および環境的影響を測定され、一定のスコアを有した企業が認定される。株主資本主義の強い米国において、B Labは財務より社会的存在意義を重視した評価の必要性を訴え、認証は米国を越えて93ヵ国7983社に広がっている（2023年12月現在）。
米国で早期にB Corpを取得したパタゴニア社との対談イベントで、小田真人は「運営するB Labの思想とOSINTechの理念には多くの共通点があるためB Corpを取得した」と述べている。

## 沿革
- 2018年11月 設立
- 2020年6月 RuleWatcherリリース
- 2020年8月 RuleWatcher有料機能（RuleWatcher探索ツール）リリース
- 2020年10月 経営革新計画承認
- 2020年10月 COVID-19感染インパクト調査に国際規制のテキストマイニングで参加
- 2020年11月 国連UNOPSグローバルイノベーションセンター支援事業対象
- 2021年1月 特許出願（ルールウォッチシステム）
- 2021年2月 学術論文のテキストマイニング技術による研究参加
- 2021年5月 商標登録（RuleWatcher）
- 2021年3月 環境省ヴァーチャル・ジャパン・パビリオン出展
- 2021年3月 アジア・太平洋適応フォーラム（APAN）技術展示会出展
- 2021年5月 商標登録（OSINTech）
- 2021年6月 中国での商標出願（RuleWatcher）
- 2021年6月 中部大学国際GISセンター デジタルアース共同研究採択
- 2021年7月 けいはんなグローバルアクセラレーションプログラム選出
- 2021年7月 RuleWatcherProに「ビジネスと人権」を追加
- 2021年8月 国連UNOPSとの情報DX実証実験開始（現在継続中）
- 2021年10月 米国での商標出願（OSINTech）
- 2021年10月 米国での商標出願（RuleWatcher）
- 2021年10月 RuleWatcherに「ブロックチェーンの影響」を追加
- 2021年10月 環境省「COP26ヴァーチャル・ジャパン・パビリオン」出展
- 2022年7月 炭谷俊樹を代表に、教育・研究部門「探究インテリジェンスセンター」設立
- 2022年8月 Co-Creation Kobe 事業にTIC事業が認定
- 2022年9月 国連UNOPSのフィンランドにてフォーラムディスカッション登壇
- 2022年10月 環境省「COP27ヴァーチャル・ジャパン・パビリオン」出展
- 2023年3月 スウェーデンのシンクタンク IntelligenceWatch との提携
- 2023年3月 IntelligenceWatch と 共同政策提言記者会見
- 2023年4月 RuleWatcherにテーマ「世界の教育」を追加
- 2023年4月 海の国際ルールメイキングをリードするBOIで基調講演
- 2023年6月 国連グローバルコンパクトでサステナ地政学の基調講演
- 2023年度 兵庫県IT人材育成プロジェクト 企画提案事業者[17]
- 2024年5月 株式会社ユーザベースと共同で国際情勢インテリジェンス講座開講[18]
- 2024年7月 RuleWatcherに16番目のテーマ「宇宙技術の諸課題」をリリース

## 受賞・認定
- 2019年2月 未来2019　未来事務局賞受賞
- 2020年11月 Hyogoクリエイティブビジネスコンテスト最優秀賞
- 2020年12月 経済産業省・JETRO「始動」シリコンバレープログラム[19]
- 2021年2月 日本弁理士会「技術・ブランド・知的財産ビジネスプランコンテスト」第一位（会長賞）[20][21]
- 2021年10月 兵庫県ポストコロナスタートアップビジネスコンテスト最優秀賞受賞
- 2022年2月 ユネスコIRCAI（International Research Center for Artificial Intelligence）Global Top 100[3]選出
- 2022年3月 B Corp認証[8]取得
- 2023年4月 ユネスコ IRCAI Global Top 100 (2023)[4] 再選出
- 2023年3月 Entrepreneur Organization ESGコンテスト 優秀賞[22]
- 2024年2月 情報社会 世界サミットアワード（WSA環境・グリーンエネルギー部門 受賞[23]
- 2025年4月 日本国内からの代表としてユネスコ/日本ESD賞に推薦[24]

## 他組織との協定
- インテリジェンスウォッチ（Intelligence Watch）（スウェーデン）
- 株式会社ユーザベース[25]